# Aphantopus goodsoni
Aphantopus goodsoni är en fjärilsart som beskrevs av Pilleau 1952. Aphantopus goodsoni ingår i släktet Aphantopus och familjen praktfjärilar. Inga underarter finns listade i Catalogue of Life.